# Otokar Fischer

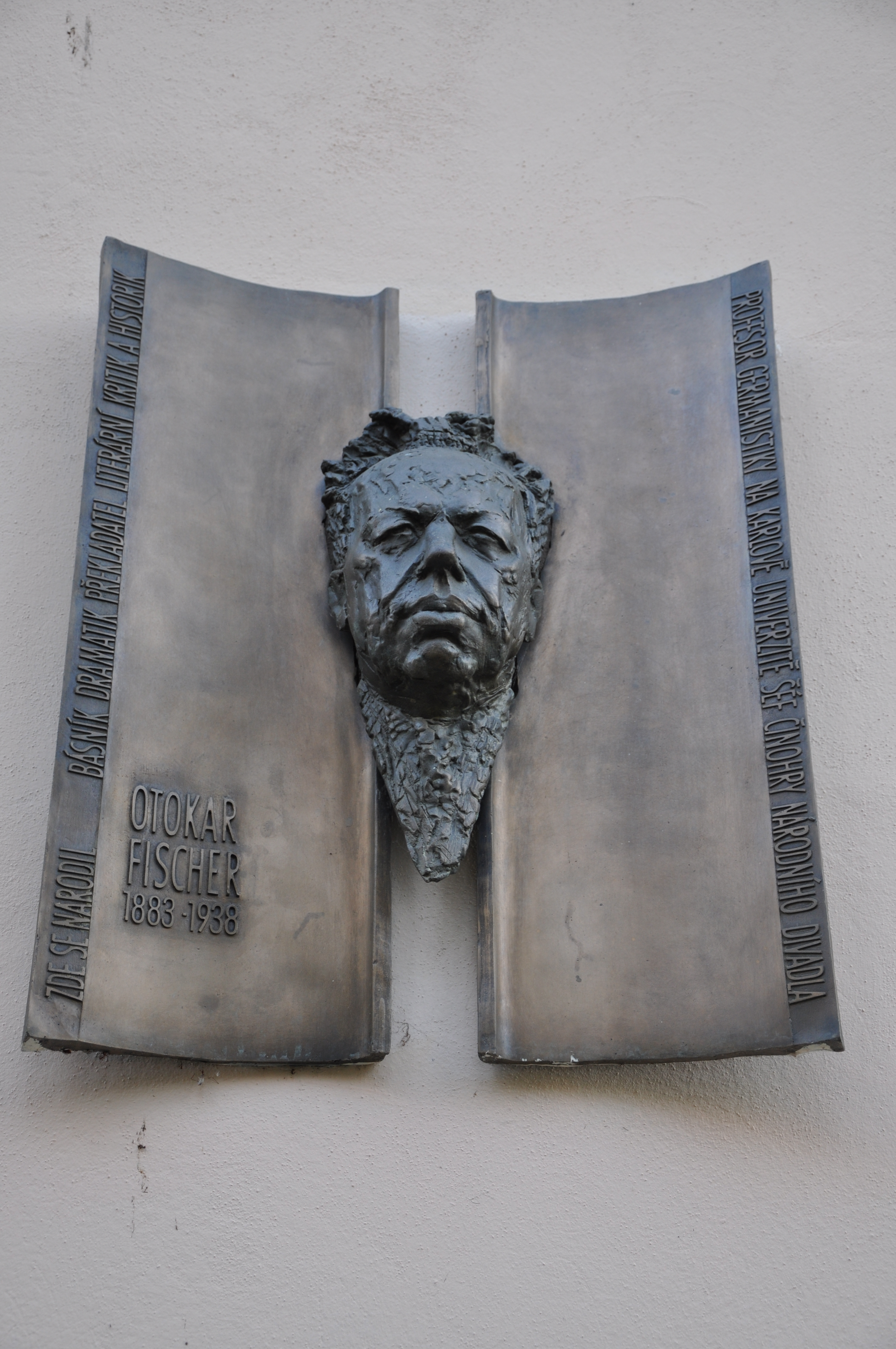
Pamětní deska Otokara Fischera v rodném Kolíně

Otokar Fischer (20. května 1883 Kolín – 12. března 1938 Praha) byl český literární historik a profesor germanistiky na Univerzitě Karlově, divadelní kritik, teoretik a historik, překladatel, dramaturg, básník a dramatik.

## Život a dílo
Narodil se v rodině Pavla Fischera a Hermíny rozené Krassové. Měl dva sourozence: Annu a Josefa.
V rodném Kolíně vystudoval gymnázium a po maturitě se zapsal na Filosofickou fakultu české i německé univerzity v Praze, kde studoval germanistiku. V Berlíně získal roku 1905 doktorát a nastoupil do Univerzitní knihovny v Praze. V roce 1909 se stal docentem, v roce 1917 na Karlově univerzitě v Praze mimořádným profesorem dějin německé literatury a od roku 1927 byl zde řádným profesorem. Jako odborník byl zván často do zahraničí, na vědecké kongresy a různé přednášky. Byl rozhodným antifašistou a ve 30. letech se zapojil do protifašistického hnutí. Jeho literární činnost a zásluhy ve vědním oboru dějiny německé literatury byly oceněny členstvím v Královské české společnosti nauk (mimořádný člen od 7. ledna 1920) a České akademii věd a umění, jejímž řádným členem se stal 29. listopadu 1933 (mimořádným od 26. listopadu 1924).
V letech 1920–1924 vyučoval také na dramatickém oddělení Konzervatoři hudby v Praze světovou literaturu dramatickou a rozbor světových dramat.
Jeho celoživotním zájmem bylo divadlo. Už od roku 1907 působil jako divadelní referent v celé řadě novin a časopisů, jako byly např. Národní listy (5. 1. 1915–17. 1. 1923, s přestávkou 20. 1. 1917–21. 10. 1917), Přehled, Česká revue, Cesta, Kritika, Právo lidu, Lidové noviny, Prager Presse, a po roce 1920 i krátce spoluredigoval časopis Jeviště. V jedné sezoně (1911/1912) před válkou byl dramaturgem činohry Národního divadla, avšak z funkce odstoupil po devíti měsících pro zásadní programové neshody s vedením divadla. Stal se historikem prvního čtyřicetiletí Národního divadla a jako znalec této problematiky si vydobyl značnou autoritu, takže v roce 1935 po smrti K. H. Hilara byl vybrán jako jeho nástupce ve funkci šéfa činohry. Tuto funkci vykonával pak až do své smrti. Jeho dramaturgickým přínosem bylo zvýšení počtu a kvality uváděné původní tvorby (např. Čapek, Konrád, Tetauer) a rozšíření výběru klasických domácích i světových autorů s díly nadčasového obsahu (např. Tyl: Kutnohorští havíři; Jirásek: Gero; Puškin: Boris Godunov, aj.). Za Fischerova vedení činohry našel široké uplatnění režisér Karel Dostal, který mu byl generačně i světonázorově nejbližším a vykonával i funkci zástupce šéfa činohry, a také mladý režisér Jiří Frejka a pohostinsky přizvaný a později angažovaný režisér Aleš Podhorský z Brna.
Významná byla jeho činnost překladatelská (němčina, angličtina, francouzština, vlámština, ruština a španělština). Již během svého života byl považován za jednoho z nejvýznamnějších překladatelů významných děl západní literatury. Jeho jazyk se vyznačoval bohatstvím, velkolepostí, ale zároveň srozumitelností. Překládal například díla Williama Shakespeara, Rudyarda Kiplinga, Molièra, Françoise Villona, Heinricha Heina a dalších. Jeho nejvýznamnějším dílem byl překlad Goethova Fausta, tento převod je dosud považovaný za definitivní verzi tohoto klasického díla..

Fischerova vlastní básnická tvorba je dnes už převážně zapomenuta.
Ze dnů hlubokého míru 

A přijde chvíle, jež se bude ptát:

Cos činil, aby zadržen byl pád –

pád tvůj i lidstva, stud a katastrofa?

Čím, vyjma tebou, zvučela tvá strofa,

oč usilovals, o co vedl spor,

kam pádils na voze svých metafor,

cos odvracel a co jsi připravoval?

Jak vždycky dřív, druh druha popravoval,

ten zbude dojem z roku třicet tři.

Diskusně tyjem z dneška na zítří,

zde smyčka na krk autoru se váže,

tam kritiku se vrchnostensky káže:

„Nám tvůrcům služ a ne-li, tedy kuš!"

Tak škorpíme se dál jak věčné ženské

a všichni vedeme jak jeden muž

při černé kávě řeči kavárenské.
 Otokar Fischer, z Posledních básní

### Rodinný život
Fischer pocházel ze židovské rodiny, ale v roce 1911 se nechal pokřtít a dne 29. března 1911 se oženil s Blaženou Baušovou (1888–1971, katolický sňatek), překladatelkou z němčiny. Manželství bylo rozloučeno v roce 1923.
S druhou manželkou, malířkou Vlastou (roz. Vostřebalovou, 1898–1963) měli v roce 1923 syna Jana Otokara; manželství vydrželo dva roky.
Se třetí manželkou Blaženou (roz. Plecháčovou, 1902–1951), překladatelkou z němčiny, měli tři dcery: Jitku, Evu a Rut.

### Závěr života a úmrtí
O křehkém zdraví svědčilo, že již v únoru 1938 nastoupil jako šéf činohry Národního divadla zdravotní dovolenou. Zemřel na srdeční infarkt při četbě novinové zprávy o tzv. anšlusu (anexi) Rakouska hitlerovským Německem.
Poslední rozloučení se konalo v Národním divadle a v krematoriu ve Strašnicích.

## Dílo
- Přemyslovci 1918  – hra o pěti dějstvích, dostupné online
- K dramatu 1910
- Karlštejn 1916 – libreto
- Kdo s koho 1928
- Duše a slovo 1934
- Slovo a svět – Essaye 1937

### Významné překlady
- kompletní překlad Villona
- Goethův Faust
- báseň Když od Rudyarda Kiplinga
- Nietzscheho dílo Tak pravil Zarathustra

### Reference

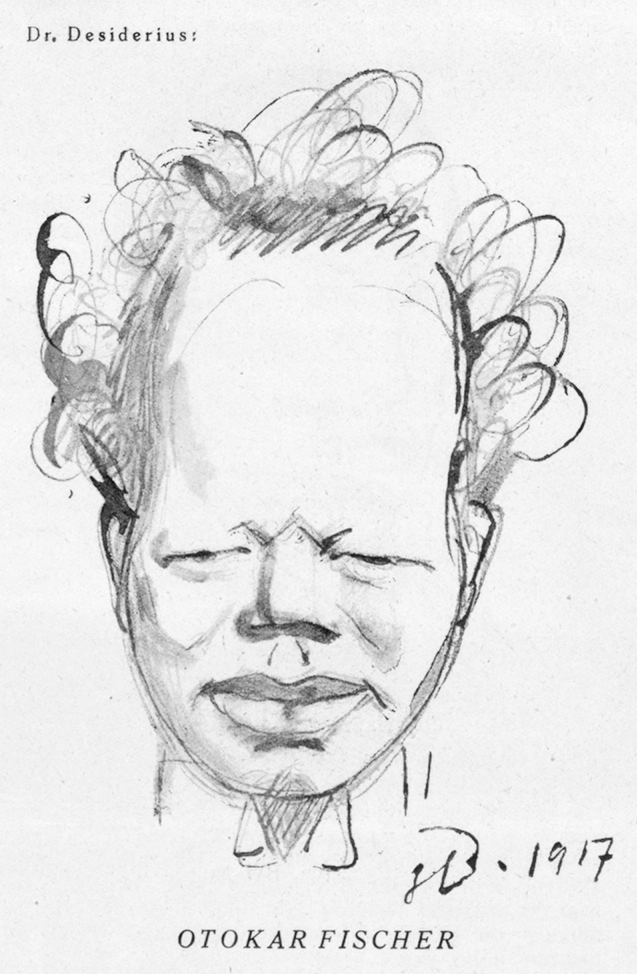
Otokar Fischer na karikaruře Hugo Boettingera z roku 1917